# Maria Puciatowa
Maria Puciatowa z d. Bohdanowicz (ur. 28 czerwca 1901 w Wilnie, zm. 16 maja 1982 w Toruniu) – polska historyk, badaczka dziejów Wielkiego Księstwa Litewskiego, bibliotekarz toruński.

## Życiorys
Uczęszczała do Gimnazjum im. Elizy Orzeszkowej w Wilnie, które ukończyła w 1920 roku,  absolwentka historii Uniwersytetu Stefana Batorego w Wilnie, doktorantka Stanisława Kościałkowskiego – doktorat pod jego kierunkiem obroniła w 1928 (Z dziejów Komisji Skarbowej Litewskiej w ostatnim piętnastoleciu panowania Stanisława Augusta). 
W latach 1929–1939 pracowała jako asystentka Katedry Historii Wydziału Humanistycznego na USB. W tym samym czasie pracowała również jako nauczyciel historii w jednym z wileńskich gimnazjów. W czasie okupacji niemieckiej Wilna w czerwcu 1941 roku Puciatowa wyjechała wraz z dziećmi na wieś, do matki i podjęła pracę w rolnictwie, którą kontynuowała w czasie wojny. Po wojnie wyemigrowała na stałe do Polski, a dokładniej do Torunia. 
W Toruniu od września 1945 roku rozpoczęła pracę w Bibliotece Uniwersyteckiej. Była współorganizatorką Biblioteki Głównej UMK i jednym z pięciu pierwszych pracowników tej instytucji. Pracowała na stanowisku urzędnika i częściowo jako bibliotekarz naukowy pod kierunkiem dr Stefana Burhardta. Zajmowała się tam gromadzeniem i inwentaryzacją biblioteki, która była organizowana od podstaw. Katalogowała zbiory, które przywożono z różnych bibliotek z terenu Pomorza, Warmii i Mazur. W 1946 roku została kierownikiem Oddziału Powiększania Zbiorów. W 1947 roku uzyskała stopień bibliotekarza, 1950 roku kustosza, a w 1957 roku została bibliotekarzem dyplomowanym. W międzyczasie w maju 1949 roku została zastępcą nowego dyrektora Biblioteki, prof. Ludwika Kolankowskiego. W związku z tym dostała nowe obowiązki administracyjne, które polegały na zabieganiu się o środki finansowe oraz etaty dla nowych pracowników w rozwijającej się Bibliotece UMK. 
Jej sukcesy w pracy bibliotekarza przyczyniły się do tego, że w 1962 roku została kustoszem dyplomowanym. W latach 1948–1949 podjęła również pracę nauczycielską jako wykładowca historii w Uniwersyteckim Studium Pedagogicznym, wykładała na kursach uzupełniających, które miały na celu przygotowanie młodzieży do studiów uniwersyteckich. Odpowiadała również za szkolenia zawodowe dla pracowników i kierowników bibliotek powiatowych i miejskich. W listopadzie i grudniu 1948 roku sprawowała kierownictwo nad kursem dla dyrektorów i kierowników bibliotek miejskich z terenu całej Polski, który trwał 100 godzin. 
Gdy Biblioteka UMK w 1952 roku została przekształcona w ośrodek kształcenia i doskonalenia kadry bibliotekarskiej w skali całego kraju Puciatowa dostała nowe obowiązki poprzez organizowanie szkoleń międzybibliotecznych  czy branie udziału w wizytacjach innych bibliotek w regionie. 
W kwietniu 1955 roku, kiedy ówczesny dyrektor przeszedł na emeryturę Puciatowa została dyrektorem Biblioteki Głównej UMK. Stanowisko to obejmowała do końca swojej pracy zawodowej – 1973 roku. Jednym z jej głównych sukcesów w tym czasie było skompletowanie kadry bibliotecznej, która zapewniła właściwe funkcjonowanie i rozwój placówki; organizacja programu systematycznych szkoleń kadr dla własnej biblioteki oraz innych bibliotek w Polsce ; wprowadzenie nowoczesnej struktury organizacji pracy, utworzenie i zespolenie sieci bibliotek zakładowych na UMK, opracowanie i skatalogowanie całości zbiorów (w 1972 liczyły one ok. miliona woluminów), pozyskiwanie licznych wydawnictw zagranicznych,  utworzenie jednej z pierwszych w kraju bibliotecznej informacji naukowej (1952), udostępnianie zbiorów czytelnikom w pełnym zakresie, zapoczątkowanie specjalistycznej ochrony zbiorów w postaci ich konserwacji i reprografii, nawiązanie kontaktów naukowych z bibliotekami  w kraju i za granicą, wprowadzenie praktyk dla studentów bibliotekoznawstwa (od 1957) oraz przysposobienia bibliotecznego dla studentów wszystkich kierunków studiów prowadzonych na UMK (od 1960). Puciatowa dbała o rozwój i szkolenie kadry bibliotecznej  Jednym z największych jej sukcesów organizacyjnych było przeniesienie biblioteki do nowego gmachu na Bielanach. Jako dyrektor  czynnie uczestniczyła w pracach zespołu opracowującego projekt nowego centrum UMK – przygotowała m.in. szczegółowe założenia dla mającego powstać nowego budynku biblioteki. 
Nie prowadziła własnych badań naukowych. Sprawowała natomiast nadzór i moderowała rozwój naukowy opracowując przy tym plan rozwoju badań naukowych w Bibliotece. Zorganizowała dwie konferencje naukowe o zasięgu ogólnopolskim, które zostały poświęcone dziesięcioleciu (1955) oraz dwudziestoleciu Biblioteki UMK (1965). Była współredaktorką serii wydawniczej „Nauka o Książce”. Uczestniczyła w życiu naukowym Torunia i została członkiem Towarzystwa Naukowego w Toruniu. Należała do Związku Nauczycielstwa Polskiego  (początkowo w Wilnie - gdzie mieszkała dopiero później w Toruniu). Była członkiem Związku  Bibliotekarzy i Archiwistów Polskich. Działała w Związku Bibliotekarzy w Toruniu. Po wojnie była zaangażowana w działalność polityczną – członkini PPR, PZPR. TPPR oraz Ligi Kobiet.
Jest pochowana na Cmentarzu św. Jerzego w Toruniu.

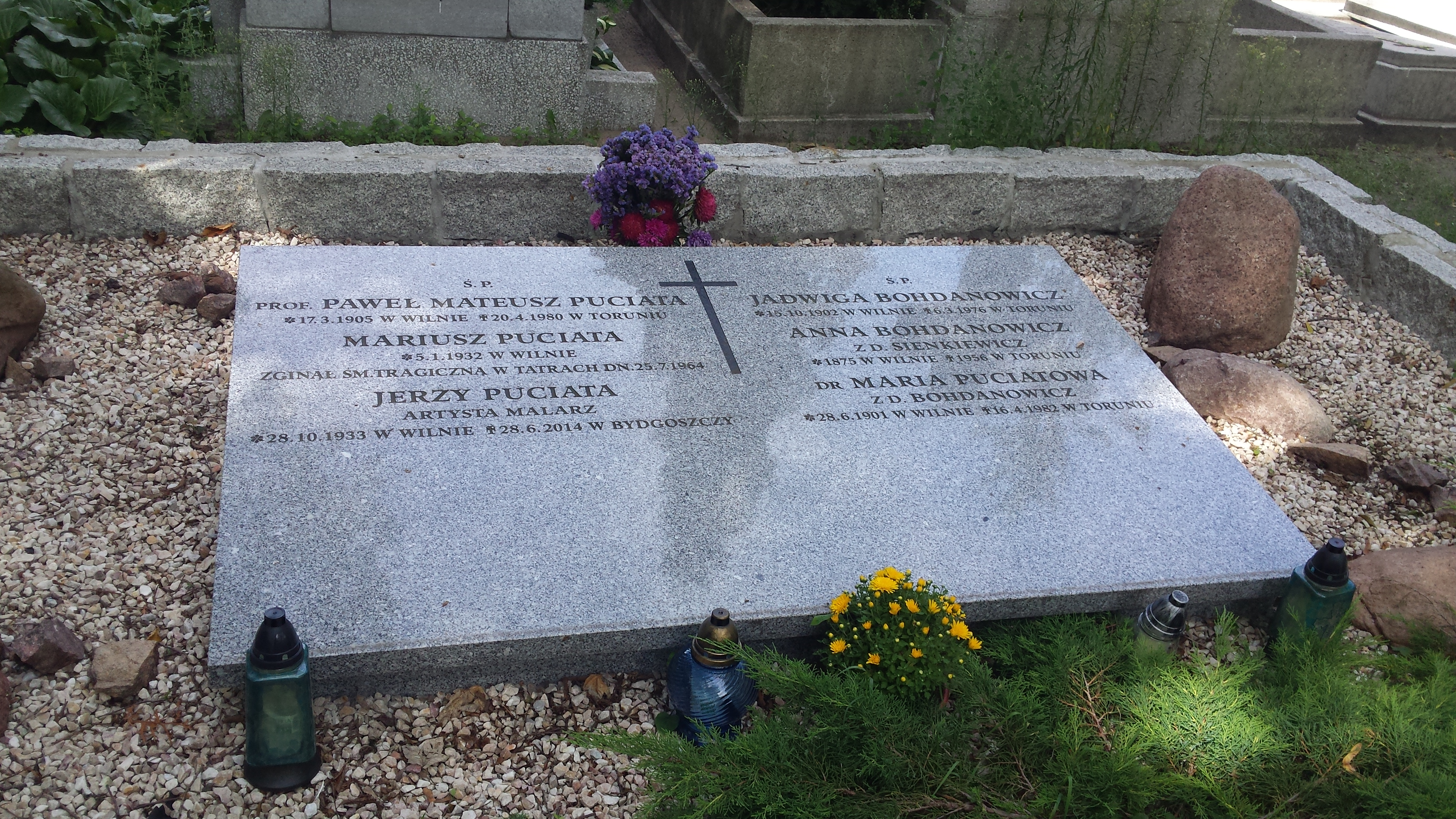
Grób Puciatów na Cmentarzu św. Jerzego w Toruniu

## Wybrane publikacje
- Rzut oka na dzieje Komisji skarbu Rzeczypospolitej W. Ks. Litewskiego za rządów targowickich i sejmu grodzieńskiego, [w:] Księga pamiątkowa Koła Historyków Słuchaczy Uniwersytetu Stefana Batorego w Wilnie 1923–1933, Wilno: Zrzeszenie Kół Naukowych 1933, s. 189–204.